# Rekord Annie
Rekord Annie (ang. Annie Get Your Gun) – amerykański musical filmowy z 1950 roku w reżyserii George'a Sidneya i Busby'ego Berkeleya. Obraz był luźno oparty na faktach z życia Annie Oakley oraz broadwayowskim musicalu autorstwa Herberta i Dorothy Fields pod tym samym tytułem.

## Obsada
- Betty Hutton jako Annie Oakley
- Howard Keel jako Frank Butler
- Louis Calhern jako Pułkownik William F. Cody (Buffalo Bill)
- J. Carrol Naish jako Wódz Siedzący Byk
- Edward Arnold jako Bill
- Keenan Wynn jako Charlie Davenport
- Benay Venuta jako Dolly Tate
- Clinton Sundberg jako Foster Wilson